# Хто-кого
«Хто-кого» (інша назва: «Сувенірні кіоски») — радянський телефільм 1977 року, знятий режисером Анатолом Кодру на кіностудії «Молдова-фільм».

## Сюжет
У зруйноване війною молдавське село повертається демобілізований солдат Келін Шаптефрац. До війни він був чемпіоном району з молдавської національної боротьби, і зараз, попри поранення, хоче відновити спортивне життя на селі. Своєю енергією він захоплює багатьох односельців.

## У ролях
- Жан Кукурузак — Келін Шаптефрац
- Лариса Єрьоміна — Елеонора
- Толя Пинзарь — Марку
- Віктор Чутак — голова колгоспу
- Костянтин Константинов — дід Аргір
- Наталія Корчагіна — Докіца
- Євгенія Тудорашку — Севастіца Гуцу
- Маріка Белан — Пеуна
- Ніна Воде-Мокряк — мати Трофімаша
- Тріфан Грузин — дід Тудосе
- Міхай Курагеу — дід Ігнецел
- Васіле Тебирце — тренер Кужбе
- І. Раю — Онофрей Гуцу
- Юліан Пислару — роль другого плану
- Іон Музика — дід Калістрат
- Іон Стратан — роль другого плану
- Анатолій Калмиков — роль другого плану
- Володимир Богату — роль другого плану
- Валерій Бассель — роль другого плану
- Георгій Хассо — роль другого плану
- Ігор Шелюгін — роль другого плану
- Н. Рябчикова — роль другого плану
- Васіле Райлян — суддя
- Юхим Лазарев — Лісандру
- Ніна Доні — сусідка
- Євгенія Ботнару — роль другого плану

## Знімальна група
- Режисер — Анатол Кодру
- Сценарист — Анатол Кодру
- Оператор — Юліан Флоря
- Композитор — Євген Дога
- Художник — Микола Апостоліді